# Führer
Führer (polni nemški naziv der Führer; slovensko vodja, firer) je naziv, ki ga je imel Adolf Hitler v času tretjega rajha.
Naziv je začel uporabljati po 2. avgustu 1934, po smrti nemškega predsednika Paula von Hindenburga in združil funkcije ter moči kanclerja in predsednika države. Polni naziv je bil Führer und Reichskanzler.
Po Hitlerjevi smrti leta 1945 je bil izraz razpuščen.